# Harpen (Adelsgeschlecht)

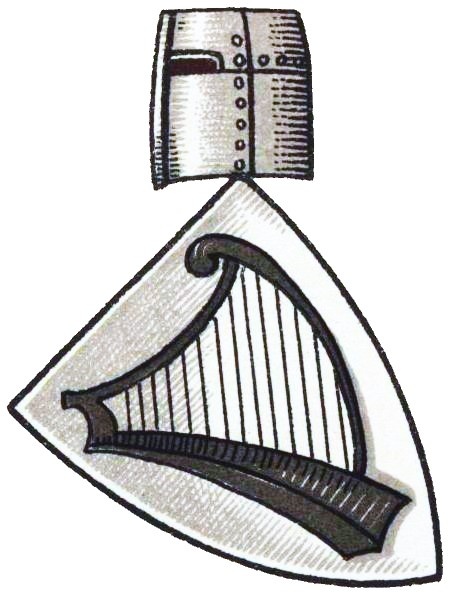
Wappen derer von Harpen im Wappenbuch des Westfälischen Adels

Harpen (auch: Harpene o. ä.) ist der Name eines erloschenen westfälischen Adelsgeschlechts.

## Geschichte
Das Geschlecht hatte seinen namensgebenden Stammsitz in Harpen (Kirchharpen), heute ein Stadtteil von Bochum. Die Familie stellte Ministerialen des Stifts Essen. 
Schon 1154 und 1170 erscheint ein Heinrich von Harpene als Zeuge in Urkunden der Essener Äbtissin Hadwig von Wied. Ein Hugone de Harpene wird 1258 als Zeuge in einer Urkunde genannt, mit der Otto von Altena und Engelbert I. von der Mark mit der Stift Essen Ministerialen austauschten. 1273/4 tauschte die Essener Äbtissin Berta von Arnsberg mit dem Graf Dietrich von Kleve die Ministerialen Elisabeth, Tochter des Ritters Ludolf von Wittringen und Ehefrau des Heinrich genannt Dücker, und deren drei Kinder gegen Elisabeth, Tochter des Ritters Albert von Hamm und Ehefrau des Otto von Harpen und deren drei Kinder.
In einer 1331er Urkunde der Essener Äbtissin Kunigunde von Berg erscheint ein Heinrich von Harpen als Zeuge und Richter der Äbtissin. Wohl derselbe Henrich van Harpene tritt 1337 als Bürge in einer Urkunde des Stifts Rellinghausen auf. Derselbe 1342 noch einmal als Zeuge einer Urkunde des Stifts Essen. Auch 1361 tritt ein Urkundenzeuge namens Hinrich von Harpen in einer Rellinghausener Urkunde auf, ebenso wie ein Johann von Harpen in einer Urkunde von 1366.
Kerstien Schulte, Richter von Dortmund, bezeugte 1367, dass Gotschalk Kleppink, dessen Frau Bele und ihre Kinder dem Meinrich von Harpen erblich 2 Morgen Land, gelegen im Westen, wo der Aachenpfad zwischen Conrads von Berswordts und Johannes von Wickedes Land durchgeht, aufließen. Derselbe Meynrich von Harpene erscheint schon 1366 als Bürger in einer Urkunde. 1400 wird er als Merikes von Harpen als verstorben erwähnt.
1368 resignierte der Knappe Heinrich von Harpen mit Zustimmung seines Bruders Hugo ein von der Äbtissin des Stifts Essen zu Lehen erhaltenes Dienstmannsgut Overstrate zu Kornharpen auf Heinrich den Duker. 1385 vermachten Hugo von Harpen genannt oper Wische und seine Schwester Margarethe der Kirche in Harpen acht Schillinge Rente aus ihrem Gut Helebrügge als Memorienstiftung.
Laut Max von Spießen erscheint die Familie noch 1418.

## Wappen
Blasonierung des Redenden Wappens: In Silber eine schwarze Harfe. Die Helmzier ist nicht überliefert.